# カール・ゲオルク・アウグスト・フォン・ブラウンシュヴァイク＝ヴォルフェンビュッテル

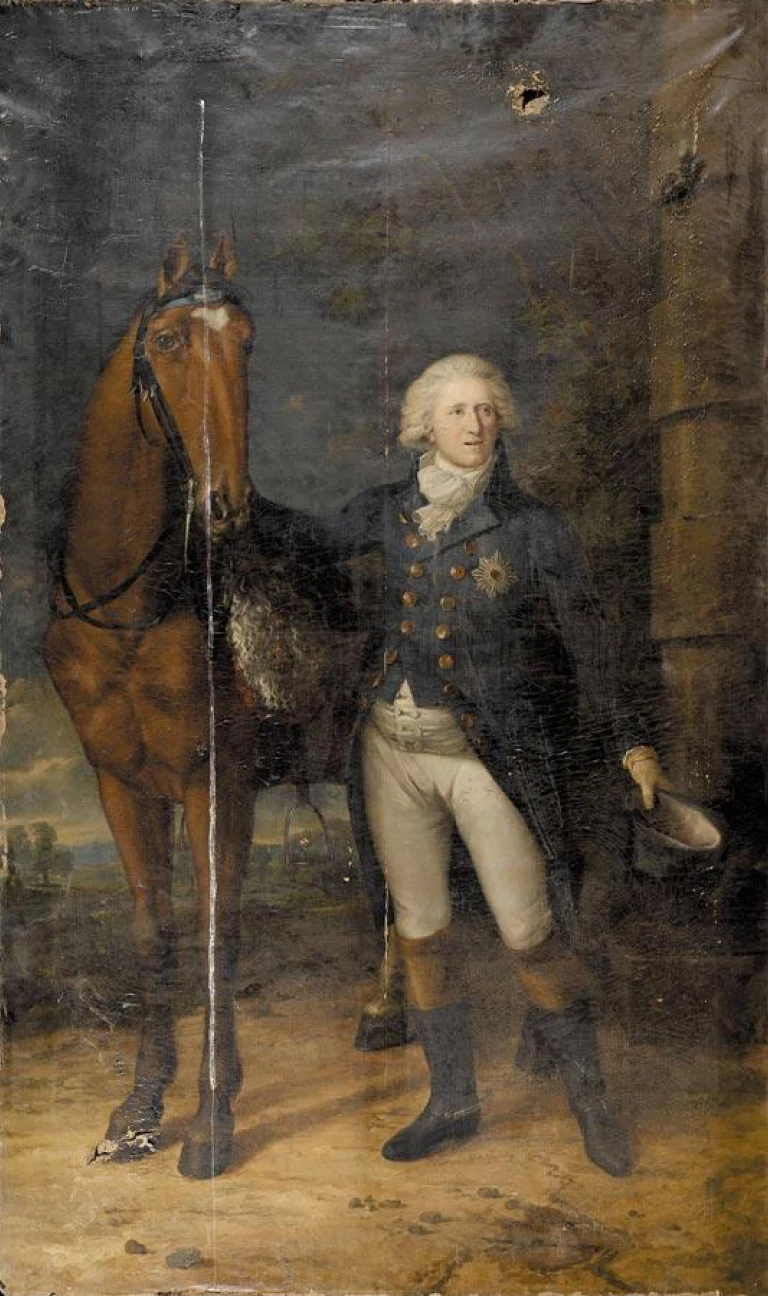
ブラウンシュヴァイク公世子カール、フリードリヒ・ゲオルク・ヴァイチュ画

カール・ゲオルク・アウグスト・フォン・ブラウンシュヴァイク＝ヴォルフェンビュッテル（独: Karl Georg August von Brunswick-Wolfenbüttel、1766年2月18日 - 1806年9月20日）は、ドイツ・ブラウンシュヴァイク＝ヴォルフェンビュッテル侯爵家の侯世子。

## 生涯
ブラウンシュヴァイク＝ヴォルフェンビュッテル侯カール・ヴィルヘルム・フェルディナントと、その妻のイギリス王女オーガスタの間の長男として生まれた。1789年、父侯爵はオランダ総督・オラニエ公ウィレム5世の娘ルイーゼを長男の嫁に迎える縁談をととのえた。これは1787年、父侯爵が主君のプロイセン王フリードリヒ・ヴィルヘルム2世の命でオランダ愛国派の反乱を鎮圧し、王妹ヴィルヘルミーネとその夫オラニエ公を救ったことに対する、オラニエ＝ナッサウ家側の感謝と友誼の念から成立した縁組だった。2人の結婚式は1790年10月14日にデン・ハーグで挙行され、夫婦はブラウンシュヴァイクに居を構えた。
カールには知的障害と視覚障害があり、ルイーゼは彼にとって妻というよりは看護婦のような存在で、カールは彼女に介助されて生活していた。夫婦の間に子供はなく、ブラウンシュヴァイク＝ヴォルフェンビュッテル侯領の継承権は四弟フリードリヒ・ヴィルヘルムに移った。
1799年、ブラウンシュヴァイク宮廷を訪問したスウェーデンのセーデルマンランド公爵夫人ヘートヴィヒ・エリーザベト・シャルロッテ王女は、カールとその弟たちについて次のように描写している。